# Lycenchelys bellingshauseni
Lycenchelys bellingshauseni är en fiskart som beskrevs av Anatoly Petrovich Andriashev och Permitin, 1968. Lycenchelys bellingshauseni ingår i släktet Lycenchelys och familjen tånglakefiskar. Inga underarter finns listade i Catalogue of Life.